# Arnold Kopelson
Arnold Kopelson (New York, 1935. február 14. – Beverly Hills, Kalifornia, 2018. október 8.) Oscar-díjas amerikai filmproducer.

## Filmjei
- Ördögi hagyaték (The Legacy) (1978)
- Civakodók (Lost and Found) (1979)
- Night of the Juggler (1980)
- Foolin' Around (1980)
- Final Assignment (1980)
- Dirty Tricks (1981)
- Malackodók (Porky's) (1981)
- Gimme an 'F' (1984)
- A szakasz (Platoon) (1986)
- Warlock (1989)
- A pokol bajnoka (Triumph of the Spirit) (1989)
- Tűzmadár akció (Fire Birds) (1990)
- Törvényre törve (Out for Justice) (1991)
- Összeomlás (Falling Down) (1993)
- A szökevény (The Fugitive) (1993)
- Múlt idő (Past Tense) (1994, tv-film)
- Frogmen (1994, tv-film)
- Virus (Outbreak) (1995)
- Hetedik (Se7en) (1995)
- Végképp eltörölni (Eraser) (1996)
- Gyilkosság a Fehér Házban (Murder at 1600) (1997)
- Őrült város (Mad City) (1997)
- Az ördög ügyvédje (The Devil's Advocate) (1997)
- Életre-halálra (U.S. Marshals) (1998)
- Tökéletes gyilkosság (A Perfect Murder) (1998)
- A szökevény (The Fugitive) (2000–2001, tv-sorozat, 14 epizód)
- Ne szólj száj! (Don't Say a Word) (2001)
- Piszkos ügynökök (Thieves) (TV Series) (2001)
- Akárki Joe (Joe Somebody) (2001)
- Függőség (Twisted) (2004)
- Pure Evil (2012, tv-sorozat)

## Díjai
- Oscar-díj (1986, A szakasz (Platoon))